# Juban

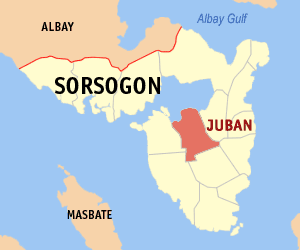
Bản đồ Sorsogon với vị trí của Juban

Juban là một đô thị hạng 4 ở tỉnh Sorsogon, Philippines. Theo điều tra dân số năm 2015, đô thị này có dân số 32.320 người trong.

## Barangay
Juban được chia thành 25 barangay.
| - Anog - Aroroy - Bacolod - Binanuahan - Biriran - Buraburan - Calateo - Calmayon - Carohayon - Catanagan - Catanusan - Cogon - Embarcadero | - Guruyan - Lajong - Maalo - North Poblacion - South Poblacion - Puting Sapa - Rangas - Sablayan - Sipaya - Taboc - Tinago - Tughan |